# Cynodon nlemfuensis
Cynodon nlemfuensis Vanderyst, 1922 è una pianta erbacea della famiglia delle Poaceae diffusa in Africa.
Questa pianta è nota anche con i seguenti nomi comuni inglesi: 
- African stargrass,
- Ethiopian dogstooth grass,
- Nakuru grass,
- star grass.

## Descrizione
C. nlemfuensis, come tutte le piante del genere Cynodon, è una pianta rizomatosa e stolonifera, a carattere strisciante.

## Distribuzione e habitat
C. nlemfuensis è endemica nelle fasce tropicali dell'Africa: in Africa Orientale è presente in Etiopia e Sudan, mentre nell'emisfero australe è presente in Kenya, Tanzania, Uganda, Ruanda, Zaire, Malawi, Mozambico, Zambia e Zimbabwe.
Oggi la specie è stata naturalizzata anche in Australia (in particolare nel Queensland) e negli Stati Uniti d'America (in particolare in Texas).